# العلاقات البولندية الكمبودية
العلاقات البولندية الكمبودية هي العلاقات الثنائية التي تجمع بين بولندا وكمبوديا.

## مقارنة بين البلدين
هذه مقارنة عامة ومرجعية للدولتين:
| وجه المقارنة                                              | بولندا                                                                             | كمبوديا                   |
| --------------------------------------------------------- | ---------------------------------------------------------------------------------- | ------------------------- |
| المساحة (كم2)                                             | 312.68 ألف                                                                         | 181.03 ألف                |
| عدد السكان (نسمة)                                         | 38.43 مليون                                                                        | 16.01 مليون               |
| الكثافة السكانية (ن./كم²)                                 | 122.91                                                                             | 88.44                     |
| العاصمة                                                   | وارسو                                                                              | بنوم بنه                  |
| اللغة الرسمية                                             | اللغة البولندية                                                                    | اللغة الخميرية            |
| العملة                                                    | زلوتي بولندي                                                                       | ريال كمبودي، دولار أمريكي |
| الناتج المحلي الإجمالي (بليون دولار)                      | 524.51 مليار                                                                       | 22.16 مليار               |
| الناتج المحلي الإجمالي (تعادل القوة الشرائية) بليون دولار | 1.02 تريليون                                                                       | 54.37 مليار               |
| الناتج المحلي الإجمالي الاسمي للفرد دولار أمريكي          | 12.55 ألف                                                                          | 1.16 ألف                  |
| الناتج المحلي الإجمالي للفرد دولار أمريكي                 | 26.14 ألف                                                                          | 3.26 ألف                  |
| مؤشر التنمية البشرية                                      | 0.843                                                                              | 0.555                     |
| رمز المكالمات الدولي                                      | +48                                                                                | +855                      |
| رمز الإنترنت                                              | .pl                                                                                | .kh                       |
| المنطقة الزمنية                                           | توقيت وسط أوروبا، ت ع م+01:00، ت ع م+02:00، أوروبا/وارسو ‏، توقيت وسط أوروبا الصيفي | ت ع م+07:00               |

## منظمات دولية مشتركة
يشترك البلدان في عضوية مجموعة من المنظمات الدولية، منها:
| علم المنظمة | اسم المنظمة                        | تاريخ انضمام بولندا | تاريخ انضمام كمبوديا |
| ----------- | ---------------------------------- | ------------------- | -------------------- |
|             | وكالة ضمان الاستثمار متعدد الأطراف | 29 يونيو 1990       | 1 ديسمبر 1999        |
|             | منظمة الشرطة الجنائية الدولية      | ?                   | ?                    |
|             | منظمة حظر الأسلحة الكيميائية       | ?                   | ?                    |
|             | منظمة التجارة العالمية             | 1 يوليو 1995        | ?                    |
|             | الفريق المعني برصد الأرض           | ?                   | ?                    |
|             | الأمم المتحدة                      | 24 أكتوبر 1945      | 14 ديسمبر 1955       |
|             | مؤسسة التمويل الدولية              | 29 ديسمبر 1987      | 26 مارس 1997         |
|             | يونسكو                             | 6 نوفمبر 1946       | 3 يوليو 1951         |
|             | مؤسسة التنمية الدولية              | 28 أكتوبر 1960      | 22 يوليو 1970        |
|             | البنك الدولي للإنشاء والتعمير      | 27 يونيو 1986       | 22 يوليو 1970        |
|             | الاتحاد البريدي العالمي            | 1 مايو 1919         | ?                    |
|             | الاتحاد الدولي للاتصالات           | 1921                | 10 أبريل 1952        |

## وصلات خارجية
- موقع وزارة الخارجية البولندية
- موقع وزارة الخارجية الكمبودية